# Världsmästerskapen i hastighetsåkning på skridskor 1909
Världsmästerskapen i hastighetsåkning på skridskor 1909 avgjordes under perioden 27-28 februari 1909 på Gamle Frogner i Kristiania, Norge.
Oscar Mathisen försvarade titeln. Han fick lägst antal poäng, och ingen vann tre distanser. Det blev första gången som en världsmästare korades utan att ha vunnit minst tre lopp.

## Allroundresultat
| Placering | Åkare              | Nation   | Poäng | 500 meter | 5 000 meter | 1500 meter  | 10 000 meter |
| 1         | Oscar Mathisen     | Norge    | 11    | 45.6 (1)  | 8:53.8 (3)  | 2:27.4 (1)  | 18:52.0 (6)  |
| 2         | Oluf Steen         | Norge    | 14    | 46.0 (2)  | 8:58.8 (4)  | 2:30.6 (3)  | 18:50.8 (5)  |
| 3         | Otto Andersson     | Sverige  | 18    | 49.0 (8)  | 8:53.4 (2)  | 2:34.2 (6)  | 18:31.8 (2)  |
| 4         | Yevgeni Burnov     | Ryssland | 20    | 50.8 (12) | 8:45.0 (1)  | 2:34.4 (7)  | 18:17.4 (1)  |
| 5         | Martin Sæterhaug   | Norge    | 20    | 46.2 (3)  | 9:07.0 (5)  | 2:29.8 (2)  | 18:58.4 (10) |
| 6         | Magnus Johansen    | Norge    | 20,5  | 48.2 (6)  | 9:07.4 (6)  | 2:31.6 (4)  | 18:48.2 (4)  |
| 7         | Sigurd Mathisen    | Norge    | 29    | 47.0 (4)  | 9:10.4 (9)  | 2:32.8 (5)  | 19:16.4 (11) |
| 8         | Väinö Wickström    | Finland  | 32,5  | 47.8 (5)  | 9:18.8 (11) | 2:34.6 (8)  | 18:56.0 (8)  |
| 9         | Trygve Lundgreen   | Norge    | 32,5  | 48.2 (6)  | 9:17.6 (10) | 2:35.6 (9)  | 18:53.0 (7)  |
| 10        | Gotthard Thourén   | Sverige  | 34    | 53.2 (13) | 9:09.8 (7)  | 2:39.8 (12) | 18:37.6 (3)  |
| 11        | Olaf Hansen        | Norge    | 37    | 49.8 (9)  | 9:10.0 (8)  | 2:37.6 (11) | 18:56.0 (8)  |
| 12        | Konrad Andresen    | Norge    | 43,5  | 49.8 (9)  | 9:22.0 (12) | 2:37.2 (10) | 19:32.4 (12) |
| NC        | Gustav Pedersen    | Norge    | -     | NS        | 9:43.8 (14) | 2:45.0 (14) | NS           |
| NC        | Thorleif Torgersen | Norge    | -     | 50.0 (11) | 9:39.2 (13) | 2:44.0 (13) | NS           |

 * = Föll
NC = Utan slutplacering
NF = Slutförde ej tävlingen
NS = Startade ej
 DQ = Diskvalificerad
Source: SpeedSkatingStats.com

## Regler
Fyra distanser åktes:
- 500 meter
- 1500 meter
- 5000 meter
- 10000 meter

Ranking gjordes efter ett poängsystem. Poängen delades ut till åkare som åkt alla distanser. Slutrankingen avgjordes sedan genom att rangordna åkarna, med lägsta poäng först.
- 1 poäng för 1:e plats
- 2 poäng för 2:a plats
- 3 poäng för 3:e plats
- och så vidare

Dåtida godkände också att om någon vunnit minst tre av fyra distanser blev denna världsmästare.
Silver- och bronsmedaljer delades ut.

### Fotnoter
1. ↑  ”Results of the 1909 World Championship Allround Men”. SpeedSkatingStats.com. http://www.speedskatingstats.com/index.php?file=championships&g=m&type=wchall&year=1909. Läst 25 augusti 2012.